# Буйне (Білорусь)
Буйне (біл. вёска Буйное) — село в складі Червенського району Мінської області, Білорусь. Село підпорядковане Колодезькій сільській раді, розташоване в центральній частині області.